# Thomas Fanara
Thomas Fanara, né le 24 avril 1981 à Annecy, est un skieur alpin français spécialiste des épreuves techniques en particulier le slalom géant (ski alpin). Licencié au ski club de Praz sur Arly, il participe aux Jeux olympiques de Turin 2006 en slalom géant ainsi qu'à deux championnats du monde, en 2007 à Åre où il termine seizième du slalom géant et en 2009 à Val d'Isère. En Coupe du monde, son meilleur résultat est une victoire lors du triplé français au géant des finales 2016 à Saint Moritz.
Il signe aussi trois podiums de suite aux Championnats de France de ski alpin. Dans l'ordre, en 2005 troisième en slalom géant, en 2006 vice-champion de France en slalom géant et en 2007 il obtient le titre de champion de France en slalom géant. Le 8 janvier 2011, il est troisième du slalom géant de Adelboden derrière les vainqueurs ex æquo Cyprien Richard et Aksel Lund Svindal.
En 2012, Thomas signe son troisième podium sur le circuit Coupe du monde en décrochant la troisième place du géant d'Alta Badia (Italie) derrière l'Américain Ted Ligety et l'Autrichien Marcel Hirscher, respectivement premier et deuxième. Il termine la saison 2012/2013 en obtenant la cinquième place à la finale de la Coupe du monde.

## Biographie

### 2001-2004: Premières années difficiles
Thomas Fanara obtient sa licence au ski club de Praz sur Arly depuis les plus jeunes catégories. Jusqu'à l'âge de seize ans, il fait partie des meilleurs skieurs de son âge. Le 20 décembre 1996, il participe à sa première course FIS à l'occasion d'un slalom géant aux Contamines. Par la suite, il prend part à toutes les disciplines en courses FIS. Le 12 janvier 2001, le Français court pour la première fois en Coupe d'Europe (antichambre de la Coupe du monde) où il prend la trente-cinquième place. À la suite de ses bons résultats durant la saison 2000/2001, il est sélectionné pour les championnats du monde junior à Verbier.
En été 2001, Fanara intègre l'« équipe de France B » et continue son apprentissage sur le circuit Coupe d'Europe. En octobre 2002, le Français se casse la clavicule gauche lors d'un entrainement. Cette blessure l'empêche de participer aux compétitions pendant plusieurs semaines, il arrive tout de même à se rétablir pour les Championnats de France 2003 aux Ménuires où il prend la cinquième place derrière Frédéric Covili, Joël Chenal, Vincent Millet et Jean-Pierre Vidal mais devant Jeff Piccard, Gauthier de Tessières, Raphaël Burtin, Ian Piccard, de bonnes références à l'époque.
La saison suivante est beaucoup plus difficile pour le Français et au terme de celle-ci il est exclu des équipes de France. Mais le skieur français ne veut pas en terminer avec le ski et décide d'intégrer un regroupement de plusieurs skieurs aux portes des équipes de France. C'est durant cette année que Fanara se reconstruit. Il décide de tout remettre à plat, change de marque de ski pour Fischer et prend en charge la préparation technique avec pour objectif d'intégrer l'équipe de France durablement.

### 2005: Premiers résultats
Pendant la saison 2004-2005, il doit regagner la confiance des entraîneurs en repassant par les courses de niveau inférieur avec pour objectif à terme d'obtenir sa chance en Coupe du monde. C'est ce qu'il parvient à réaliser grâce à d'excellents résultats lors des courses FIS du mois de décembre. Il effectue donc sa première apparition en Coupe du monde en janvier 2005 lors d'un slalom géant organisé à Adelboden. Le Français parvient dès sa seconde course un mois plus tard à Kranjska Gora à marquer ses premiers points en obtenant une vingt-troisième place sur la piste très réputée de la Podkoren. Ce résultat ainsi qu'une troisième place lors du géant des Championnats de France derrière Jean-Pierre Vidal et Gauthier de Tessières finissent de convaincre les entraîneurs de l'équipe de France de lui laisser sa chance sur une saison de Coupe du monde.

### 2006-2008: Ascension conclue par la blessure
Lors de la saison 2005-2006, après un début de saison compliqué qui le voit s'élancer avec des dossards élevés sur les épreuves de Coupe du monde, Fanara réussit l'exploit d'enchaîner une quatorzième place à Kranjska Gora avec le dossard 49 (meilleur temps de la seconde manche) et une cinquième place à Adelboden dossard 48 et dans un contexte très lourd pour l'équipe de France quelques jours seulement après le décès de Severino Bottero, l'entraineur-chef des géantistes français dans un accident de voiture. Ses deux performances posent la question d'une éventuelle sélection pour les Jeux olympiques de Turin qui ont lieu en février 2006. En effet, bien que cette cinquième place constitue le meilleur résultat français en géant au cours de la saison, Fanara ne remplit pas les critères de sélection établis par le CNOSF. Ce dernier décide cependant de déroger au règlement en sélectionnant le skieur. Il participe ainsi au slalom géant olympique le 20 février 2006 mais n'arrive pas en bas du premier tracé de celui-ci et assiste des tribunes à la médaille d'argent de son compatriote Joël Chenal. Fanara finit bien sa saison avec une dixième place à Yongpyong qui lui assure une place dans les 25 premiers de la Coupe du monde de géant qualificative pour les finales d'Are qu'il termine à une belle huitième place. Pour sa première saison complète en Coupe du monde à 25 ans, il termine à la dix-huitième place du classement du géant et s'est rapproché de la première série des 15 meilleurs géantistes du monde.
Pour la saison 2006-2007, Fanara parvient à confirmer la saison précédente. En effet malgré quelques contre-performances, le skieur est régulier parmi les quinze premiers de la majorité des slaloms géants de Coupe du monde (treizième à Hinterstoder, dixième à Adelboden, quinzième à Kranjska Gora et quinzième des finales à Lenzerheide) et termine la saison encore au dix-huitième rang de la Coupe du monde de slalom géant. Lors de cette saison, il participe aussi aux Championnats du monde 2007 à Are en slalom géant qu'il termine au seizième rang loin derrière le Norvégien médaillé d'or Aksel Lund Svindal.
En 2007-2008, Fanara réussit un bon début de saison marqué par une septième place lors du slalom géant d'ouverture à Sölden et une dixième place à Beaver Creek ce qui lui permet pour la première fois de sa carrière de s'élancer dans les sept meilleurs dossards. Ce dont il profite lors du géant suivant à Bad Kleinkirchheim dans lequel il domine la première manche. Domination qu'il ne confirmera pas sur le second tracé partant sur l'intérieur dès les premières portes. Le 9 décembre 2007, un jour après cet échec le Français se blesse gravement au genou gauche sur la même piste en slalom ce qui le contraint à mettre un terme à sa saison alors qu'il était en pleine ascension parmi les meilleurs.

### 2009-2010: Retour remarqué et nouvelle blessure
Lors de la saison 2008/2009, Fanara effectue un retour remarqué lors du géant d'ouverture à Sölden au terme duquel il accroche une excellente cinquième place à seulement 15 centièmes du podium. La suite de sa saison est de qualité, ses bons résultats en géant lui permettant de revenir en première série à la veille des finales à Åre ou il prend une belle sixième place. Il termine la saison au quatorzième rang du classement du géant. Il participe aussi cette saison là aux Championnats du monde de ski alpin 2009 à Val d'Isère à domicile. Qualifié pour le géant il ne finira pas la première manche.
Après un début de saison 2009-2010 délicat, Fanara chute lourdement lors de la première manche du géant de Beaver Creek. Le verdict est lourd pour le skieur de Praz sur Arly victime comme son coéquipier Jean-Baptiste Grange d'une rupture du ligament croisé du genou droit qui met fin à sa saison dans une année charnière pour lui puisqu'il s'agit d'une année olympique.

### 2011: Nouveau retour réussi marqué par les premiers podiums
Après de longs mois de rééducation, Fanara revient lors de la saison 2010-2011 au mois de décembre après avoir fait l'impasse sur le géant d'ouverture de Sölden estimant être insuffisamment préparé. Il retrouve rapidement un excellent niveau lors de ses deux premiers géants de reprise (huitième à Beaver Creek et onzième à Val d'Isère). Par la suite, il skie toute la saison au niveau des tout meilleurs et accroche notamment ses deux premiers podiums en coupe du monde grâce à des troisièmes places lors des mythiques géants de Alta Badia et Adelboden (sur le podium des deux géants avec son compatriote Cyprien Richard),. Il finit sa saison sur une cinquième place à Kranjska Gora qui lui permet de finir sixième du classement du géant. Durant cette saison il est aussi sélectionné pour les Championnats du monde de ski alpin 2011 à Garmisch, parmi les principaux outsiders du géant, il termine à une méritante sixième place. De plus, lors de l'épreuve par équipe (géant parallèle), il remporte le titre mondial en compagnie de Cyprien Richard, Tessa Worley et Taïna Barioz.

### 2012: Saison mitigée
2011-2012 est une saison moins prolifique en termes de résultats pour Fanara, cependant il accumule les places d'honneur jusqu'à la mi-saison (sixième à Sölden, sixième à Alta Badia, huitième à Adelboden) lui permettent de conserver sa place dans le gotha des sept meilleurs géantistes. Lors du géant bulgare de Bansko, Fanara, troisième après la première manche, chute lourdement et se luxe l'épaule alors qu'il semblait parti sur les bases du podium. Plus touché par l'échec que par la blessure, le Français décide de repousser une éventuelle opération afin de finir la saison. Il doit cependant observer trois semaines de repos qui lui font manquer le géant de Crans Montana. Fanara effectue son retour lors du géant de Kranjska Gora au cours duquel un peu juste physiquement, il termine à une encourageante quinzième place. La semaine suivante lors des finales disputés à Schladming, Fanara confirme son bon retour avec une bonne cinquième place sur la piste des futurs mondiaux. Il termine la saison à la douzième place du classement du géant.

### 2013: Progrès
Lors de la saison 2012-2013, Thomas Fanara renforcé par un bon début de saison (quatrième à Sölden, septième à Val d'Isère) renoue avec les joies d'un podium en terminant notamment troisième du Géant de Alta Badia sur l'une de ses pistes fétiches. Performance d'autant plus remarquable que le Français s'élançait en seconde manche avec le pouce de la main gauche cassé et le bâton scotché au gant. Lors des Championnats du monde de ski alpin 2013 à Schladming, il abandonne lors du géant. Il termine la saison à la cinquième place au classement de la coupe du monde de géant.

### 2014: L'abonné aux secondes places
Lors du début de la saison 2013/2014, Thomas Fanara commence de façon positive, avec trois top 15 sur trois slaloms géants de Coupe du monde, dont une septième place à Sölden, et une excellente deuxième place derrière Marcel Hirscher à Val d'Isère, et signe donc le meilleur résultat de sa carrière jusque-là.
Dès le début du mois de janvier 2014, il retrouve de nouveau le podium à Adelboden, mais avec plus de regrets cette fois-ci, puisque après avoir survolé la première manche, il s'élance dans la seconde avec 1 s 32 d'avance sur Felix Neureuther, alors en tête. En bas de la piste, il s'incline finalement pour seulement un dixième de seconde. Il manque une occasion de première victoire en Coupe du monde.

### 2015
La saison 2014/2015 marque une belle stabilité dans les résultats de Thomas Fanara. Bien qu'il ne parvienne toujours pas à remporter sa première course en Coupe du Monde, il signe 3 nouveaux podiums (une fois 2ème et deux fois 3ème) à Alta Badia, Kranjska Gora et lors de la dernière course de la saison à Méribel, ce qui lui permet de finir 5ème du classement de la coupe du monde de Géant.

### 2016
La saison 2015/2016 débute très bien, puisque Thomas Fanara termine second du premier Géant à Sölden, derrière l'intouchable Ted Ligety et malgré une course remarquable.
Fanara remporte le géant de la finale de la Coupe du monde à Saint-Moritz. Cette victoire permet à Fanara de devenir le skieur le plus âgé à remporter une première victoire en slalom géant de coupe du monde et il est celui qui en a disputé le plus avant de s'imposer, ce qu'il réussit lors du 61e géant qu'il termine. Fanara succède dans ce domaine à Thomas Grandi, lauréat de son premier slalom géant à la 58e tentative.

### 2017
Lors du slalom géant de Val d'Isère, il se classe quatrième. Il se blesse cependant au cours de l'épreuve et subit une rupture du ligament croisé antérieur au genou droit, une blessure qui l'amène à arrêter sa saison.

### 2018
Il est cinquième du slalom géant des Jeux olympiques de Pyeongchang, son meilleur résultat en grand championnat.

### 2019
Il met un terme à sa carrière sportive en mars 2019. Il devient alors consultant et ambassadeur pour la marque Salomon.

### après 2021
Il est actuellement chroniqueur pour certains médias spécialisés dans le ski.
Il remporte en 2023 le slalom (catégorie reine) du challenge des moniteurs à Avoriaz.

## Palmarès

### Jeux olympiques
| Édition / Épreuve   | Slalom géant |
| ------------------- | ------------ |
| JO 2006 Turin       | 9e           |
| JO 2014 Sotchi      | DNF          |
| JO 2018 Pyeongchang | 5e           |

### Championnats du monde
| Édition / Épreuve                    | Slalom géant | Par équipes |
| ------------------------------------ | ------------ | ----------- |
| Mondiaux 2007 Åre                    | 16e          | -           |
| Mondiaux 2009 Val d'Isère            | DNF          | -           |
| Mondiaux 2011 Garmisch-Partenkirchen | 6e           | Or          |
| Mondiaux 2013 Schladming             | DNF          | -           |
| Mondiaux 2015 Vail - Beaver Creek    | DNF          | -           |
| Mondiaux 2019 Åre                    | DNF          | -           |

### Coupe du monde
- Meilleur classement général : 23e en 2016.
- 14 podiums dont 1 victoire.

#### Différents classements en Coupe du monde
| Saison / Épreuve | Saison / Épreuve | Général | Général | Descente | Descente | Slalom | Slalom | Slalom géant | Slalom géant | Super G | Super G | Combiné | Combiné |
| ---------------- | ---------------- | ------- | ------- | -------- | -------- | ------ | ------ | ------------ | ------------ | ------- | ------- | ------- | ------- |
| Saison / Épreuve | Saison / Épreuve | Class.  | Points  | Class.   | Points   | Class. | Points | Class.       | Points       | Class.  | Points  | Class.  | Points  |
| 2005             | 2005             | 136e    | 8       | -        | -        | -      | -      | 54e          | 8            | -       | -       | -       | -       |
| 2006             | 2006             | 59e     | 121     | -        | -        | -      | -      | 18e          | 121          | -       | -       | -       | -       |
| 2007             | 2007             | 78e     | 81      | -        | -        | -      | -      | 17e          | 81           | -       | -       | -       | -       |
| 2008             | 2008             | 83e     | 62      | -        | -        | -      | -      | 25e          | 62           | -       | -       | -       | -       |
| 2009             | 2009             | 48e     | 175     | -        | -        | -      | -      | 13e          | 175          | -       | -       | -       | -       |
| 2010             | 2010             | 138e    | 8       | -        | -        | -      | -      | 50e          | 8            | -       | -       | -       | -       |
| 2011             | 2011             | 37e     | 233     | -        | -        | -      | -      | 6e           | 233          | -       | -       | -       | -       |
| 2012             | 2012             | 48e     | 202     | -        | -        | -      | -      | 12e          | 202          | -       | -       | -       | -       |
| 2013             | 2013             | 29e     | 236     | -        | -        | -      | -      | 5e           | 236          | -       | -       | -       | -       |
| 2014             | 2014             | 29e     | 278     | -        | -        | -      | -      | 4e           | 278          | -       | -       | -       | -       |
| 2015             | 2015             | 27e     | 330     | -        | -        | -      | -      | 5e           | 330          | -       | -       | -       | -       |
| 2016             | 2016             | 23e     | 374     | -        | -        | -      | -      | 6e           | 374          | -       | -       | -       | -       |
| 2017             | 2017             | 73e     | 90      | -        | -        | -      | -      | 23e          | 90           | -       | -       | -       | -       |
| 2018             | 2018             | 60e     | 102     | -        | -        | -      | -      | 18e          | 102          | -       | -       | -       | -       |
| 2019             | 2019             | 30e     | 289     | -        | -        | -      | -      | 7e           | 289          | -       | -       | -       | -       |

#### Détail des victoires
| Édition / Épreuve | Slalom géant |
| 2016              | Saint-Moritz |

(État au 19 mars 2016)

### Championnats du monde junior
| Épreuve / Édition     | Descente | Super G | Slalom géant | Slalom | Combiné |
| Mondiaux 2001 Verbier | -        | -       | 41e          | -      | -       |

### Championnats de France
- Triple champion de France de slalom géant en 2007, 2009 et 2015.
- Quadruple vice-champion de France de slalom géant en 2006, 2013, 2014 et 2016.
- 3e aux championnats de France de slalom géant en 2005 et 2018.